# Guilty (canción de Mike Oldfield)
"Guilty" (en español, "Culpable") es un sencillo del músico Mike Oldfield, lanzado en 1979 por Virgin Records. Alcanzó el número 22 en la lista de singles del Reino Unido. Es notable por ser el primer intento obvio de Oldfield de capitalizar una tendencia musical actual, en este caso la música disco/dance. La edición del Reino Unido de 12" se publicó originalmente en vinilo azul claro.

## Grabación
La composición surgió del deseo de Oldfield de crear una melodía de ritmo rápido basada en una estructura de acordes más interesante que la típica de la música disco; está construido sobre el círculo de quintas previamente utilizado como leitmotiv del álbum Incantations. Cuando Oldfield estaba en Nueva York grabando Platinum y "Guilty", grabó un arreglo disco de su primer álbum, Tubular Bells. Durante estas sesiones también se grabó una versión de "All Right Now" de Free.

## Video promocional
El video musical de "Guilty" tiene un colorido estilo de dibujos animados. EarMusic lanzó un video promocional de "Guilty 2013", que presenta una versión abreviada de "Guilty Electrofunk Mix" del álbum de remixes de Oldfield y York Tubular Beats. En 2011, Moist Creations había publicado una captura de pantalla de su video titulado "Guilty 2011".

## Personal
- Mike Oldfield: Guitarras, teclados y productor.

- Francisco Centeno: Bajo.

- Chris Parker: Batería.

- Garry Gazio: Trompeta.

- Dave Tofani: Saxofón.

- Dana McCurdy: Sintetizadores.

- Raymond Chew: Piano.

- Neil Jason: Bajo.

- Steve Winwood: Órgano.

- Iris Hickey: Voces.

- Patricia Deckert: Voces.

- David Anchel: Voces.

- Phil Gavin Smith: Voces.

- Kurt Munkacsi: Ingeniero de grabación.

## Categoría
- Discografía de Mike Oldfield

- Datos: Q5616372